# Moment angular orbital de la llum
El moment angular orbital de la llum (OAM) és la component del moment angular d'un feix de llum que depèn de la distribució espacial del camp, i no de la polarització. L'OAM es pot dividir en dos tipus. L'OAM intern és un moment angular independent de l'origen d'un feix de llum que es pot associar amb un front d'ona helicoidal o retorçat. L'OAM extern és el moment angular depenent de l'origen que es pot obtenir com a producte creuat de la posició del feix de llum (centre del feix) i el seu moment lineal total.

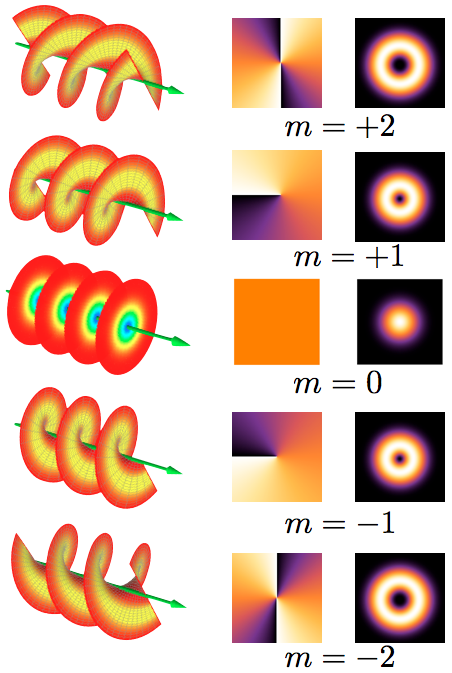
Les diferents columnes mostren les estructures helicoidals del feix, els fronts de fase i les distribucions d'intensitat corresponents.

## Concepte
Un feix de llum porta un moment lineal {\displaystyle \mathbf {P} } i, per tant, també se li pot atribuir un moment angular extern {\displaystyle \mathbf {L} _{e}=\mathbf {r} \times \mathbf {P} }. Aquest moment angular extern depèn de l'elecció de l'origen del sistema de coordenades. Si s'escull l'origen a l'eix del feix i el feix és cilíndricament simètric (almenys en la seva distribució del moment), el moment angular extern s'esvairà. El moment angular extern és una forma d'OAM, perquè no està relacionat amb la polarització i depèn de la distribució espacial del camp òptic (E).
Un exemple més interessant d'OAM és l'OAM intern que apareix quan un feix de llum paraxial es troba en l'anomenat "mode helicoidal". Els modes helicoidals del camp electromagnètic es caracteritzen per un front d'ona que té forma d'hèlix, amb un vòrtex òptic al centre, a l'eix del feix (vegeu la figura). Si la fase varia al voltant de l'eix d'aquesta ona, porta moment angular orbital.
A la figura de la dreta, la primera columna mostra la forma del front d'ona del feix. La segona columna és la distribució de fase òptica en una secció transversal del feix, mostrada en colors falsos. La tercera columna és la distribució de la intensitat de la llum en una secció transversal del feix (amb un nucli de vòrtex fosc al centre).
Els modes helicoidals es caracteritzen per un nombre enter {\displaystyle m}, positiu o negatiu. Si {\displaystyle m=0}, el mode no és helicoidal i els fronts d'ona són múltiples superfícies desconnectades, per exemple, una seqüència de plans paral·lels (del qual el nom "ona plana"). Si {\displaystyle m=\pm 1}, la màsura determinada pel signe de {\displaystyle m}, el front d'ona té la forma d'una sola superfície helicoidal, amb una longitud de pas igual a la longitud d'ona {\displaystyle \lambda }. Si {\displaystyle |m|\geqslant 2}, el front d'ona es compon de {\displaystyle |m|} hèlixs diferents però entrellaçades, amb la longitud del pas de cada superfície de l'hèlix igual a {\displaystyle |m|\lambda }, i una màsura donada pel signe de {\displaystyle m}. El nombre sencer {\displaystyle m} també és l'anomenada "càrrega topològica" del vòrtex òptic. Els feixos de llum que estan en mode helicoidal porten OAM diferent de zero. Com a exemple, qualsevol mode de Laguerre-Gauss amb nombre de mode rotatiu {\displaystyle l\neq 0} té un front d'ona tan helicoidal.

## Formulació
L'expressió clàssica del moment angular orbital és la següent: {\displaystyle \mathbf {L} =\epsilon _{0}\sum _{i=x,y,z}\int \left(E^{i}\left(\mathbf {r} \times {\boldsymbol {\nabla }}\right)A^{i}\right)d^{3}\mathbf {r} ,} on {\displaystyle \mathbf {E} } i {\displaystyle \mathbf {A} } són el camp elèctric i el potencial vectorial, respectivament, {\displaystyle \epsilon _{0}} és la permitivitat del buit i estem utilitzant unitats SI. El {\displaystyle i} -els símbols superíndexs denoten les components cartesianes dels vectors corresponents.
Per a una ona monocromàtica aquesta expressió es pot transformar en la següent: {\displaystyle \mathbf {L} ={\frac {\epsilon _{0}}{2i\omega }}\sum _{i=x,y,z}\int \left({E^{i}}^{\ast }\left(\mathbf {r} \times \mathbf {\nabla } \right)E^{i}\right)d^{3}\mathbf {r} .}Aquesta expressió generalment no s'esvaeix quan l'ona no és cilíndricament simètrica. En particular, en una teoria quàntica, els fotons individuals poden tenir els següents valors de l'OAM: {\displaystyle \mathbf {L} _{z}=m\hbar .} on la càrrega topològica m es pot extreure numèricament del perfil de camp elèctric dels feixos de vòrtex.
Les corresponents funcions d'ona (funcions pròpies de l'operador OAM) tenen la següent expressió general: {\displaystyle \langle \mathbf {r} |m\rangle \propto e^{im\phi }.} on {\displaystyle \phi } és la coordenada cilíndrica. Com s'ha esmentat a la Introducció, aquesta expressió correspon a ones que tenen un front d'ona helicoidal (vegeu la figura anterior), amb un vòrtex òptic al centre, a l'eix del feix.

Es pot generar un feix de llum amb un moment angular orbital determinat (OAM) deixant que un feix gaussià estàndard incideixi en una pantalla d'un modulador de llum espacial (SLM). Si el perfil de fase a SLM és pla, l'SLM funciona de manera eficaç com a mirall. Si la fase té un perfil helicoidal, el feix resultant és un feix de Laguerre-Gauss (LG) amb un OAM ben definit. En aplicacions reals, hi ha una barreja no negligible en el feix reflectit en forma de feix gaussià. Es pot desfer-se'n superposant la fase helicoidal a l'SLM amb una xarxa de difracció.

## Generació
Estats de moment angular orbital amb {\displaystyle l=\pm 1} ocorren de manera natural. Els estats OAM d'{\displaystyle l} arbitrària es poden crear artificialment amb una varietat d'eines, com ara l'ús de plaques de fase espiral, moduladors de llum espacial i plaques q.
Les plaques d'ona espiral, fetes de plàstic o vidre, són plaques on el gruix del material augmenta en un patró en espiral per tal d'imprimir un gradient de fase a la llum que el travessa. Per a una longitud d'ona donada, un estat OAM d'un determinat {\displaystyle l} requereix que l'alçada del pas —l'alçada entre les parts més primes i gruixudes de la placa— estigui donada per {\displaystyle s=l\lambda /(n-1)} on {\displaystyle n} és l'índex de refracció de la placa. Tot i que les plaques d'ona són eficients, són relativament cares de produir i, en general, no es poden ajustar a diferents longituds d'ona de llum.
Una altra manera de modificar la fase de la llum és amb una xarxa de difracció. Per un {\displaystyle l=0} estat, la xarxa de difracció consistiria en línies paral·leles. Tanmateix, per un {\displaystyle l=1} estat, hi haurà una dislocació de "bifurcació" i el nombre de línies per sobre de la dislocació serà una més gran que per sota. Un estat OAM amb {\displaystyle l>1} es pot crear augmentant la diferència en el nombre de línies per sobre i per sota de la dislocació. Igual que amb les plaques d'ona espiral, aquestes reixes de difracció es fixen {\displaystyle l}, però no estan restringits a una longitud d'ona determinada.
Una altra manera de modificar la fase de la llum és amb una xarxa de difracció. Per un {\displaystyle l=0} estat, la xarxa de difracció consistiria en línies paral·leles. Tanmateix, per un {\displaystyle l=1} estat, hi haurà una dislocació de "bifurcació" i el nombre de línies per sobre de la dislocació serà una més gran que per sota. Un estat OAM amb {\displaystyle l>1} es pot crear augmentant la diferència en el nombre de línies per sobre i per sota de la dislocació. Igual que amb les plaques d'ona espiral, aquestes reixes de difracció es fixen {\displaystyle l}, però no estan restringits a una longitud d'ona determinada.

## Aplicacions

### Ús potencial en telecomunicacions
La investigació sobre OAM ha suggerit que les ones de llum podrien transportar quantitats de dades sense precedents fins ara a través de fibres òptiques. Segons les proves preliminars, els fluxos de dades que viatgen al llarg d'un feix de llum dividit en 8 polaritats circulars diferents han demostrat la capacitat de transferir fins a 2,5 terabits de dades (equivalent a 66 DVD o 320 gigabytes) per segon. Més investigacions sobre la multiplexació OAM a les freqüències de longitud d'ona de ràdio i mm s'han demostrat en proves preliminars que poden transmetre 32 gigabits de dades per segon per l'aire. El límit de comunicació fonamental de la multiplexació de moment orbital-angular és cada cop més urgent per a la investigació actual de múltiples entrades i múltiples sortides (MIMO). El límit s'ha aclarit en termes de canals de dispersió independents o els graus de llibertat (DoF) dels camps dispersos mitjançant l'anàlisi angular-espectral, juntament amb un mètode rigorós de la funció Green. El límit DoF és universal per a la multiplexació en mode espacial arbitrari, que es llança mitjançant un dispositiu electromagnètic pla, com ara antenes, metasuperfície, etc., amb una obertura física predefinida.

### Aplicacions d'informació quàntica
Els estats OAM es poden generar en superposicions coherents i es poden enredar, que és un element integral dels esquemes per als protocols d'informació quàntica. Els parells de fotons generats pel procés de conversió paramètrica a la baixa s'entrellacen de manera natural en OAM, i les correlacions es mesuren mitjançant moduladors de llum espacial (SLM).
S'ha demostrat que l'ús de qudits (amb nivells d, a diferència dels 2 nivells d'un qubit ) millora la robustesa dels esquemes de distribució de claus quàntiques. Els estats OAM proporcionen una realització física adequada d'aquest sistema i un experiment de prova de principi (amb 7 modes OAM de {\displaystyle l=-3} a {\displaystyle l=3} ) s'ha demostrat.